# Irische Badmintonmeisterschaft 2018
Die Irische Badmintonmeisterschaft 2018 fand am 3. und 4. Februar 2018 im Baldoyle Badminton Centre in Dublin statt.

## Sieger und Platzierte
| Disziplin    | Gold                            | Silber                        | Bronze                     |
| ------------ | ------------------------------- | ----------------------------- | -------------------------- |
| Herreneinzel | Nhat Nguyen                     | Joshua Magee                  | Mark Brady                 |
| Herreneinzel | Nhat Nguyen                     | Joshua Magee                  | Jack O’Brien               |
| Dameneinzel  | Rachael Darragh                 | Kate Frost                    | Rebecca Woods              |
| Dameneinzel  | Rachael Darragh                 | Kate Frost                    | Moya Ryan                  |
| Herrendoppel | Joshua Magee Paul Reynolds      | Stuart Lightbody Sam Mckay    | Tony Murphy Ryan Stewart   |
| Herrendoppel | Joshua Magee Paul Reynolds      | Stuart Lightbody Sam Mckay    | Daniel Magee Nhat Nguyen   |
| Damendoppel  | Sinead Chambers Jennie King     | Rachael Woods Rebecca Woods   | Norma Mcintyre Vicki Pesti |
| Damendoppel  | Sinead Chambers Jennie King     | Rachael Woods Rebecca Woods   | Orla Flynn Ciara Mccooey   |
| Mixed        | Ciaran Chambers Sinead Chambers | Paul Reynolds Rachael Darragh | Daniel Magee Jennie King   |
| Mixed        | Ciaran Chambers Sinead Chambers | Paul Reynolds Rachael Darragh | Luke Moore Norma Mcintyre  |